# وعلان أليف الصخور
وعلان أليف الصخور (الاسم العلمي:Commelina rupicola) هو نوع من النباتات يتبع جنس الوعلان من الفصيلة الوعلانية.